# Power to the People (Poison)
Power to the People is het vijfde studioalbum van de Amerikaanse glam metalband Poison. Het album werd op 13 juni 2000 uitgegeven op het onafhankelijk label van de band zelf, Cyanide Music. Het was de eerste keer dat de originele bezetting weer compleet was sinds Swallow This Live, in 1991.
Het album bevat 5 nieuwe studionummers en 12 livenummers van de Comeback-tour, die Poison in 1999-2000 succesvol afwerkte.

## Nummers
1. "Power to the People" - 3:20
2. "Can't Bring Me Down" - 3:29
3. "The Last Song" - 4:21
4. "Strange" - 3:16
5. "I Hate Every Bone In Your Body But Mine" (met C.C. DeVille als zanger) - 3:10
6. "Intro/Look What the Cat Dragged In" (Live) - 4:23
7. "I Want Action" (Live) - 4:40
8. "Something to Believe In" (Live) - 6:27
9. "Love on the Rocks" (Live) - 3:30
10. "C.C. Solo" (Live) - 1:29
11. "Fallen Angel" (Live) - 4:38
12. "Let It Play" (Live) - 4:14
13. "Rikki Solo" (Live) - 4:52
14. "Every Rose Has Its Thorn" (Live) - 4:52
15. "Unskinny Bop" (Live) - 4:05
16. "Nothin' But a Good Time" (Live) - 4:29
17. "Talk Dirty to Me" (Live) - 4:45

Leden: Bret Michaels · C.C. DeVille · Bobby Dall · Rikki Rockett

Ex-leden: Blues Saraceno · Richie Kotzen · Matt Smith

Studioalbums: Look What the Cat Dragged In · Open up and say... ahh! · Flesh & Blood · Native Tongue · Crack a Smile... and More! · Power to the People · Hollyweird · Poison'd!

Compilaties: Poison's Greatest Hits: 1986-1996 · Poison - Rock Champions · Best of Ballads & Blues · Rock Breakout Years: 1987 · The Best of Poison: 20 Years of Rock · Great Big Hits: Live Bootleg

Livealbums: Swallow This Live · Seven days live